# Esma Sultan (dcera Ahmeda III.)
Esma Sultan (14. března 1726 – 13. srpna 1788) byla osmanská princezna. Byla dcerou sultána Ahmeda III. a jeho konkubíny Zeynep Kadinefendi. Byla nevlastní sestrou sultána Mustafy III. a Abdulhamida I.

## Život
Esma Sultan se narodila jako dcera sultána Ahmeda III. a jeho konkubíny Zeynep Kadınefendi. Byla nevlastní sestrou sultána Mustafa III. a Abdul Hamid I. V sedmnácti se vdala za Damata Yakup Pasha 19. února 1743. V roce 1744 se podruhé vdala za Damata Pir Mustafa Pasha. Ten zemřel 6. ledna 1757 a poté si Esma 23. června 1758 vzala Muhsinzade Mehmed Pasha. Sama zemřela v roce 1788.